# 큰창코박쥐
큰창코박쥐(Phyllostomus hastatus)는 주걱박쥐과(신세계잎코박쥐류)에 속하는 남아메리카 박쥐의 일종이다. 남아메리카와 중앙아메리카에서 발견된다. 이 지역에서 발견되는 가장 큰 박쥐 중 하나이고, 잡식성 박쥐이다.

## 서식지
큰창코박쥐는 아메리카의 열대 기후 지역에서 서식한다. 과테말라와 벨리즈부터 남쪽으로 페루와 볼리비아, 파라과이, 아르헨티나 북부 그리고 브라질에서 발견된다. 트리니다드 토바고와 마르가리타섬에서도 발견된다. 강 주변과 기타 여러 수역에서 가장 흔하게 발견되지만, 현재 건조 지역에서도 발견된다. 개활지와 숲 지역에서도 서식한다.